# Kašov
Kašov – wieś (obec) na Słowacji położona w kraju koszyckim, w powiecie Trebišov. Pierwsze wzmianki o miejscowości pochodzą z roku 1298. 
Według danych z dnia 31 grudnia 2012, wieś zamieszkiwało 287 osób, w tym 149 kobiet i 138 mężczyzn.
W 2001 roku pod względem narodowości i przynależności etnicznej 99,34% mieszkańców stanowili Słowacy, a 0,33% Węgrzy.
Ze względu na wyznawaną religię struktura mieszkańców kształtowała się w 2001 roku następująco:
- Katolicy rzymscy – 50,16%
- Grekokatolicy – 21,31%
- Prawosławni – 26,56%
- Ateiści – 1,31%